# La rivale (film 1955)
La rivale è un film del 1955 diretto da Anton Giulio Majano.

## Produzione
La pellicola è ascrivibile al filone dei melodrammi sentimentali, comunemente detto strappalacrime, molto in voga in quegli anni tra il pubblico italiano, che in seguito venne ribattezzato dalla critica con il termine neorealismo d'appendice.

## Distribuzione
Il film venne distribuito nel circuito cinematografico italiano il 15 dicembre del 1955.